# Kembang Ayun (Tanjung Sakti Pumu)
Kembang Ayun is een bestuurslaag in het regentschap Lahat van de provincie Zuid-Sumatra, Indonesië. Kembang Ayun telt 604 inwoners (volkstelling 2010).